# Суборовка (Хиславичский район)
Суборовка — деревня в Хиславичском районе Смоленской области России. Входит в состав Череповского сельского поселения. Население — 53 жителя (2007 год). 
Расположена в юго-западной части области в 4 км к северо-востоку от Хиславичей, в 24 км западнее автодороги А141 Орёл — Витебск, на берегу реки Выдра. В 25 км восточнее деревни расположена железнодорожная станция Васьково на линии Смоленск — Рославль. 

## История
Название происходит от суборь - бедная почва на месте соснового или елового леса или сам этот лес 
В годы Великой Отечественной войны деревня была оккупирована гитлеровскими войсками в июле 1941 года, освобождена в сентябре 1943 года.